# Фалера
Фалера (фр. Faleyras) насеље је и општина у југозападној Француској у региону Аквитанија, у департману Жиронда која припада префектури Лангон.
По подацима из 2011. године у општини је живело 397 становника, а густина насељености је износила 38,03 становника/km². Општина се простире на површини од 10,44 km². Налази се на средњој надморској висини од 76 метара (максималној 102 m, а минималној 26 m).

## Демографија
| 1962. | 1968. | 1975. | 1982. | 1990. | 1999. | 2011. |
| ----- | ----- | ----- | ----- | ----- | ----- | ----- |
| 262   | 285   | 280   | 289   | 299   | 309   | 397   |

График промене броја становника у току последњих година